# Calibre de Lorenz
O calibre de Lorenz, gauge de Lorenz, ou ainda condição de Lorenz, define que a derivada das componentes contravariantes do potencial eletromagnético é igual a zero.
É usada para simplificar as equações de Maxwell.

## Descrição
No eletromagnetismo, a condição de Lorenz é geralmente usada no cálculo do campo eletromagnético variante no tempo através de potenciais retardados.
A condição é dada por
{\displaystyle \partial _{\mu }A^{\mu }\equiv A^{\mu }{}_{,\mu }=0,}
em que {\displaystyle A^{\mu }} é o quadripotencial, a vírgula denota uma derivação parcial e os índices repetidos indicam que a convenção do somatório de Einstein está sendo usada. A condição de Lorenz tem a vantagem de ser um invariante de Lorentz.
Na notação vetorial usual e considerando as unidades de grandeza no SI, a condição pode ser escrita como
{\displaystyle \nabla \cdot {\mathbf {A} }+{\frac {1}{c^{2}}}{\frac {\partial \varphi }{\partial t}}=0,}
sendo {\displaystyle \mathbf {A} } o vetor potencial magnético e {\displaystyle \varphi } o potencial elétrico;
Usando unidades gaussianas, a condição pode ser expressa como
{\displaystyle \nabla \cdot {\mathbf {A} }+{\frac {1}{c}}{\frac {\partial \varphi }{\partial t}}=0.}